# Bengalia surcoufi
Bengalia surcoufi är en tvåvingeart som beskrevs av Senior-white 1923. Bengalia surcoufi ingår i släktet Bengalia och familjen spyflugor. Inga underarter finns listade i Catalogue of Life.